# Тюлябаево
Тюлябаево (баш. Туләбай) — деревня в Кугарчинском районе Республики Башкортостан Российской Федерации. Входит в состав Волостновского сельсовета.

## География

### Географическое положение
Расстояние до:
- районного центра (Мраково): 27 км,
- центра сельсовета (Калдарово): 2 км,
- ближайшей ж/д станции (Мелеуз): 49 км.

## Население
| 2002 | 2009 | 2010 |
| ---- | ---- | ---- |
| 186  | ↗194 | ↘176 |

Национальный состав
Согласно переписи 2002 года, преобладающая национальность — башкиры (100 %).